# Rosa aciculata
Rosa aciculata là loài thực vật có hoa trong họ Hoa hồng. Loài này được (Cockerell) Cockerell miêu tả khoa học đầu tiên năm 1904.